# Millyard Viper V10
La Millyard Viper V10 es una motocicleta personalizada única, construida por el ingeniero británico Allen Millyard. Tiene un motor Dodge Viper V10 de 8 litros que produce 500 bhp (370 kW), y es capaz de alcanzar velocidades de hasta 322 km/h. Millyard ha declarado que alcanzar su velocidad máxima de 402 km/h con esta moto es su objetivo. En las primeras pruebas de velocidad superó los 322 km/h. La moto se ha cronometrado a una velocidad máxima de 333 km/h en el campo de pruebas de Bruntingthorpe.